# Panchakarma
Panchakarma bezeichnet einen Teil der Reinigungskur des Ayurveda unter Anwendung verschiedenster Methoden zur Ausschleusung von Stoffwechselabbauprodukten, unverdauten Nahrungsbestandteilen (mala) und Umweltgiften (ama). Eine „geistige Entschlackung“ (belastende Erfahrungen, unverarbeitete Konflikte etc.) sollte ebenfalls Bestandteil der Kur sein.
Frei übersetzt heißt Panchakarma „fünffache Handlung“, was bedeutet, dass der Körper auf fünf verschiedene Arten behandelt „gereinigt“ werden kann. Ausschlaggebend ist die jeweilige Konstitution des zu Behandelnden. Panchakarma ist eine der Phasen der ayurvedischen Wiederherstellung der Lebensenergien (die drei Doshas Vata, Pitta und Kapha), vorangegangen sind vorbereitende mobilisierende Anwendungen, nach dem Panchakarma folgt eine Stabilisierungsphase.
Bestandteil einer Panchakarma-Kur kann im nordindischen Raum die tägliche Einnahme von Ghee sein, geklärter Butter, die erwärmt und in kleiner Menge morgens nüchtern getrunken wird, um die fettlöslichen Schlacken im Körper zu lösen.
- Bei zu starkem Kapha-Dosha kann ein Brechmittel verabreicht werden.
- Einen Pitta-Überschuss kann man durch Abführen senken.
- Zu viel Vata kann mit Kräutereinläufen normalisiert werden.

Diese innerliche Mobilisierung der Schlacken wird äußerlich durch verschiedene Ölbehandlungen wie beispielsweise Massage (Abhyanga usw.) oder Stirnölguss ergänzt. Außerdem bei Bedarf auf dem Therapieplan: Aderlass, Inhalation von Kräuterrauch und Naseneinläufen. Im Westen wird meist eine entsprechende abgeschwächte Variante des Panchakarma durchgeführt, beispielsweise ohne Erbrechen.